# جنود السايبورغ
جنود السايبورغ أو السايبورغ 009 (サイボーグ009 ,Saibōgu Zero-Zero-Nain?) سلسلة مانغا يابانية من تأليف شوتارو إيشينوموري، ونشرت في العديد من المجلات مثل شونن كينغ الشهرية، ومجلة شونن الأسبوعية، وشونن جمب الشهرية، COM، شونن صنداي الأسبوعية، شونن بيغ كوميك الأسبوعية، SF Animedia وشوجو كوميك في اليابان. وقد ترجمت المانغا للإنجليزية بواسطة طوكيوبوب اعتبارا من 2006.

## القصة
سايبورج 9 هو فتي ياباني يدعى Joe Shimamura AKA هو أحد الأحداث الجانحين
قامت منظمة الشبح الأسود باختطافه هو وثماينة أشخاص آخرين منبوذين من مجتمعاتهم اختارتهم من كافة أرجاء العالم وتحويلهم إلى آلات قاتلة في غاية القوة - جنود السايبورغ - لكل سايبورغ ميزة وقوى تخصه
تستخدمهم لخدمة أهدافهم الشريرة..
قرر جو (سايبورغ 9) وبقية رفاقه التمرد على منظمة الشبح الأسود واستطاعوا الفرار بمساعدة عالم عجوز اسمه غيلمور
حالما فر جو ورفاقه من المنظمة أرسل الشبح الأسود مجموعة أخرى من جنود السايبورغ والرجال الآليون العمالقة لمحاربة ابطالنا التسعة والقضاء عليهم ولكن الأبطال كانوا في كل مرة يقضون على الأشرار باستخدام قواهم الجديدة (قوى السايبورغ)
وتحكي المانغا عن 9 أشخاص عاديين يتم اختطافهم من قبل منظمة الشبح الأسود وإجراء تجارب عليهم. ونتيجة لهذة التجارب أصبح كل منهم سايبورغ (نصف آدمي ونصف آلي) وأصبح لديهم قدرات خارقة. قرر التسعة الاتحاد معا والتعاون ضد منظمة الشبح الأسود.
وقد تم تحويل المانغا إلى مسلسل أنمي تمت دبلجتها إلى العربية من طرف أستوديو جوزيف سمعان بسوريا تحت عنوان جنود السايبورغ وعرض على قناة إم بي سي 3.

## عناوين الحلقات
عدد الحلقات واحد وخمسون حلقة دبلجت جميعها للعربية.
| رقم الحلقة                                                                                             | عنوان الحلقة | تاريخ العرض الأصلي |
| --- | ------------ | ------------------ |
| 01 | (誕生)       | 14 أكتوبر 2001     |
| عندما يستيقظ صبي عادي في المختبر الغامض يكتشف أنه يتمتع بقوه خارقة تساعده في الهروب للعثور على أمثاله. |              |                    |

## الأصوات
النسخة العربية
- مروان فرحات
- زياد الرفاعي
- منصور السلطي
- محمد مصطفى
- زكي كورديلو
- آمنة عمر

## وصلات خارجية
- جنود السايبورغ على موقع ANN manga (الإنجليزية)

- الموقع الرسمي
 (باليابانية)
- SPTI's Anime & Animation Brochure: Cyborg 009
- サイボーグ００９ صحيفة أساهي, 15 July 2008 (باليابانية)
- 009 Re:Cyborg Movie